# Station Neede

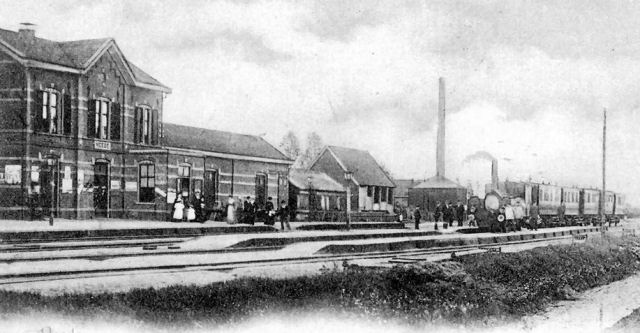
Station Neede in 1900

Station Neede is een voormalig station in Neede, van het type GOLS groot, aan de spoorlijnen Ruurlo - Hengelo, Winterswijk - Neede en Neede - Hellendoorn. Neede was een overstappunt voor reizigers op deze lijnen. Het station werd geopend op 15 oktober 1884 en voor het personenverkeer gesloten op 3 oktober 1937. Tot 28 mei 1972 werd het nog gebruikt voor goederenverkeer op het traject Winterswijk-Borculo. Er is in 1975 nog sprake geweest dat de Stichting Museum Buurt Spoorweg naar de spoorlijn zou verhuizen. De spoorlijn van Winterswijk naar Borculo werd in 1977 opgebroken als werkgelegenheidsproject. Het stationsgebouw is in 2001 gesloopt en stond ter hoogte van de huidige bushalte Parallelweg in Neede. Heden bevindt zich op de locatie van het station een kantoorgebouw.
0: Neede ·
2: Kisveld ·
4: Noordijk ·
8: Gelselaar ·
11: Diepenheim ·
15: Goor West ·
18: Elsenerbroek ·
21: Enter ·
26: Rijssen ·
30: Zuna ·
34: Nijverdal Zuid ·
37: Hellendoorn
Huidige stations:
Aalten ·
Apeldoorn · 
-De Maten · 
-Osseveld ·
Arnhem:
-Centraal · 
-Presikhaaf · 
-Velperpoort · 
-Zuid ·
Barneveld:
-Centrum · 
-Noord ·
-Zuid ·
Beesd ·
Brummen ·
Culemborg ·
Didam ·
Dieren ·
Doetinchem · 
-De Huet · 
Duiven ·
Ede:
-Centrum ·
-Wageningen ·
Elst ·
Ermelo ·
Gaanderen · 
Geldermalsen ·
't Harde ·
Harderwijk ·
Hemmen-Dodewaard ·
Kesteren ·
Klarenbeek ·
Lichtenvoorde-Groenlo ·
Lochem ·
Lunteren ·
Nijkerk ·
Nijmegen · 
-Dukenburg · 
-Goffert · 
-Heyendaal · 
-Lent ·
Nunspeet · 
Oosterbeek ·
Opheusden ·
Putten ·
Rheden ·
Ruurlo ·
Terborg ·
Tiel · 
-Passewaaij ·
Twello · 
Varsseveld · 
Veenendaal-De Klomp · 
Velp · 
Voorst-Empe · 
Vorden · 
Wehl ·
Westervoort · 
Wezep · 
Wijchen ·
Winterswijk · 
-West · 
Wolfheze · 
Zaltbommel · 
Zetten-Andelst · 
Zevenaar · 
Zutphen
Voormalige stations: lijst van voormalige spoorwegstations in Gelderland